# Урочище Криниченька (чотири дуби віком 550 р.)
Уро́чище Крини́ченька (чотири дуби віком 550 р.) — ботанічна пам'ятка природи місцевого значення в Україні. Об'єкт природно-заповідного фонду Житомирської області. 
Розташована в межах Радомишльського району Житомирської області, між містом Радомишль і селом Поташня. 
Площа 0,1 га. Статус надано згідно з рішенням облвиконкому від 31.03.1964 року № 149. Перебуває у віданні ДП «Радомишльське ЛМГ» (Поташнянське л-во, кв. 5, вид. 11). 
Статус надано для збереження 4 дубів віком понад 550 років, діаметром 165 см, заввишки 32—35 м.

## Галерея

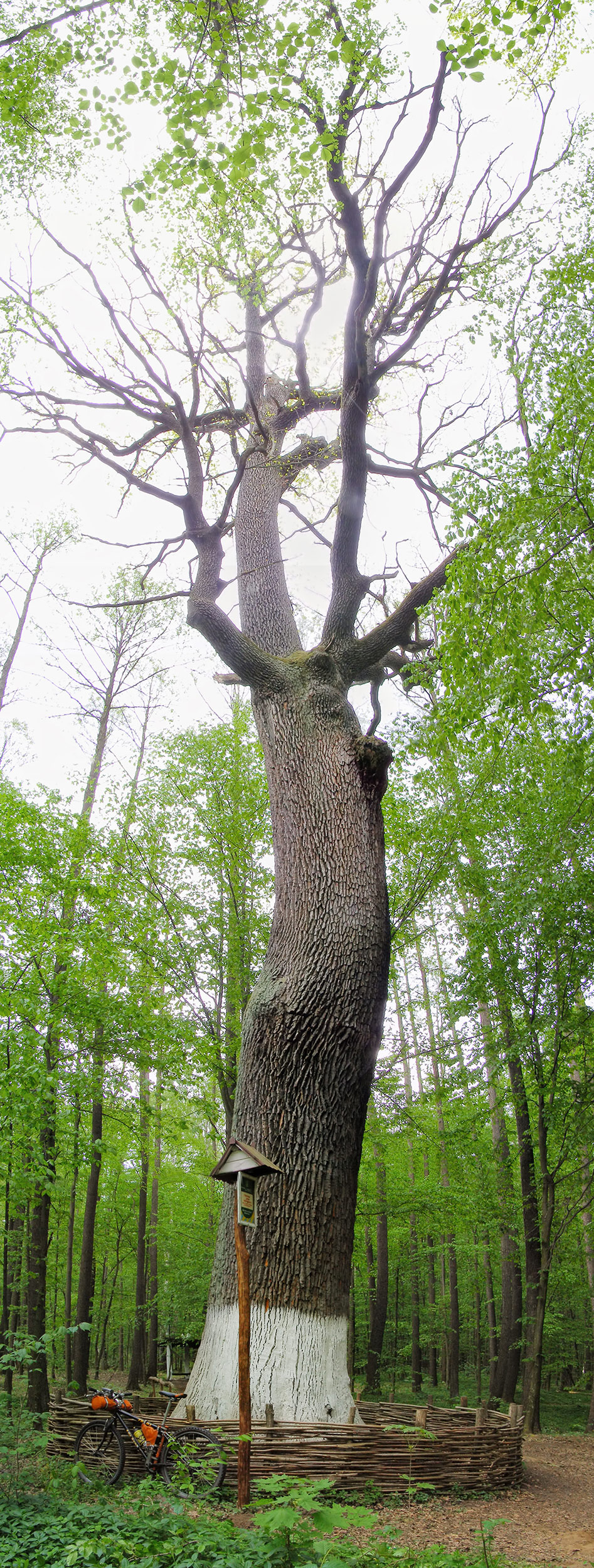